# Chongqing World Trade Center
Lo Chongqing World Trade Center (in cinese: 重庆世界贸易中心), noto anche come WTCC, è un grattacielo di Chongqing, in Cina. L'edificio si trova nel distretto finanziario di Jiefangbei, ha un'altezza di 283,1 metri e si compone di 60 piani, più 2 ulteriori piani sotterranei.